# Фаринос, Франсиско
Франси́ско Хавье́р Фарино́с Сапа́та (исп. Francisco Javier Farinós Zapata), или просто Франси́ско Фарино́с (исп. Francisco Farinós; 29 марта 1978, Валенсия, Испания) — испанский футболист, центральный полузащитник.

## Карьера
Воспитанник «Валенсии». Дебютировал в сезоне 1996/97. За свой родной клуб выступал до 2000 года, после перебрался в «Интернационале». Не сумев заиграть в Италии, вернулся на родину, сначала в «Вильярреал», потом в «Мальорку». С 2006 года выступал за «Эркулес». Сезон 2011/2012 полузащитник провёл в Леванте.
В декабре 2012 года на правах свободного агента вернулся в «Вильярреал», выступающий в Сегунде.